# Perilitus ruficollis
Perilitus ruficollis är en stekelart som beskrevs av Cameron 1906. Perilitus ruficollis ingår i släktet Perilitus och familjen bracksteklar. Inga underarter finns listade i Catalogue of Life.